# ブライアクリークの戦い
ブライアクリークの戦い（英: Battle of Brier Creek）は、アメリカ独立戦争中の1779年3月3日に、ジョージア植民地東部、ブライア・クリークがサバンナ川に合流する地点近くで戦われた戦闘である。主にノースカロライナ植民地とジョージア植民地の民兵で構成される愛国者軍がイギリス軍の急襲を受け、重大な損失を出した。この戦闘は僅か数週間前にオーガスタの北、ケトルクリークの戦いで、愛国者軍がイギリス軍に対し勝利を挙げた後のことだけに、その士気の面で負の効果を及ぼすことになった。

## 背景
1778年にフランスがアメリカ独立戦争に参戦した後、イギリス軍はその注視する所をアメリカ南部に向けた。イギリス軍は戦争初期に南部には注意を払っていなかった。イギリス軍はニューヨーク市と東フロリダのセントオーガスティンから部隊を派遣することで南部戦略を開始し、1778年終盤にはジョージアのサバンナを占領することにした。ニューヨーク市のアーチボルド・キャンベル中佐の指揮する遠征隊が先ず到着し、1778年12月29日にうまくサバンナ市を占領することができた。

### イギリス軍によるオーガスタ占領
イギリス軍のオーガスティン・プレボスト准将が1月半ばにセントオーガスティンからサバンナに到着すると、そこの全軍の指揮を執り、キャンベルに部隊を付けて派遣し、オーガスタの占領とロイヤリスト民兵の徴募を目指させた。
キャンベルは1,000名以上の兵を率いて1月24日にサバンナを発ち、1週間後にはオーガスタに到着した。途中でジョージア民兵隊からの嫌がらせもほとんど無かった。オーガスタはサウスカロライナ植民地のアンドリュー・ウィリアムソン将軍がジョージアとサウスカロライナの民兵約1,000名を率いて守っていたが、キャンベル隊が近付くと部隊の大半を撤退させた。サバンナ川を渡りサウスカロライナに入る前にウィリアムソン隊の後衛がキャンベル隊と小競り合いを演じた。
その後キャンベルはロイヤリストの徴募を始めた。約1,100名の者が徴募リストに署名したが、実際に民兵中隊を結成できた数はかなり少なかった。続いてキャンベルは違背すれば資産を没収するという条件で忠誠の誓いを求めた。多くの者が心ならずも誓いを立てたので、直ぐにウィリアムソンはその真の感情を知ることとなった。キャンベルはオーガスタに居る間にインディアンからの支援も期待していたが、それは得られなかった。またノースカロライナ植民地とサウスカロライナの田園部でロイヤリストを徴募するために、ロイヤリストのジョン・ボイド大佐を派遣していたが、大規模な支援部隊を立ち上げられないのではないかと心配していた。ジョン・アッシュ将軍の率いるノースカロライナの愛国者民兵隊1,000名以上がウィリアムソンの宿営地に到着したことで、2月12日にキャンベルはオーガスタを放棄することに決めた。その2日後、ボイドの率いていた600ないし700名の民兵隊がケトルクリークの戦いで敗北したその日、キャンベルはオーガスタから撤退し、サバンナに戻る行軍を始めた。
キャンベルはオーガスタを発った後までケトルクリークの戦いの結果を知らなかった。オーガスタ占領の間に兵士1名が犠牲になっていたが、この損失の意味するところは正規兵の間に起きた怒りだった。第71歩兵連隊の兵士が民家の「見張り番」に宛てられていたが、ヨーロッパの戦線であればこの任務は通常割り振られないものだった。この死亡した兵士は愛国者ゲリラに殺されており、愛国者部隊の指揮官達はそのゲリラを罰しようとはしなかった。
キャンベルはエベネザーに到着するまで部隊を率い、その途中でブライア・クリークに架かる橋を焼いた。エベネザーでは部隊の指揮権をプレボスト准将の弟であるマーク・プレボスト中佐に渡し、自分はイングランドに戻るべく河を下った。愛国者部隊のアッシュ将軍はキャンペル隊の後を付けており、2月26日にはブライア・クリークとサバンナ川の合流点から北に約15マイル (24 km) の地点で宿営した。アッシュは部下の兵士に橋を修復するよう命じた。アッシュがそこで宿営している間に約200名の軽装騎兵と幾らかの軽装歩兵部隊が加わり、総勢は約1,300名に膨れあがった。

### 地形
ブライア・クリーク自体はジョージア東部、オギーチー河とサバンナ川の間にあって、東部の大半を横切る小さな河川である。ピードモント台地の低地にあるウォーレン郡ウォーレントンとマクダフィー郡トムソンの間を水源にしている。このクリークの上流は、滝線を通るときにカオリンの露天掘り鉱山に囲まれている。そこからは海岸平原の上流側に入り、レンズやウェインズボロのような町を過ぎた後に、シルベニアの近く、スクリーブン郡東部でサバンナ川に合流する。水路の総延長は約80マイル (130 km) である。川幅は30ないし50フィート (9 - 16 m) ある。河口（サバンナ川との合流点）近くでは80フィート (25 m) に広がる。下流の大半はタッカホー野生生物管理地域に接しており、そこにこの戦場のかなりの部分が含まれている。
ブライア・クリークがサバンナ川に合流する地点は2つの河川が作る水流のために、行動するには地形的な制約が強い。クリークと川を囲む地域は湿地が多く、水路を超えての移動は困難である。このような地形の配置が戦闘の場所と結果に影響した。

## 前哨戦
アッシュが宿営地に選んだ場所については、当時の資料も現代の歴史家も批判している。背後にクリークと湿地があり、前面は特に守りに都合のよいものも無かった。アッシュの副官だったウィリアム・ブライアンはこれら問題点の幾らかを認識し、アッシュがパリーズバーグでの作戦会議に出席するために2月28日に宿営地を離れた後、ブライアンは宿営地を約1マイル北、サバンナ川に近く、小さな丘陵の上に移した。アッシュは3月2日に宿営地に戻った。

### アメリカ軍側面への転進
プレボスト大佐は、キャンベルが出発する前に考案していた攻撃作戦を実行することにした。この作戦は大きく迂回して進み、北と西にある橋でブライア・クリークを渡り、その後南に下ってクリークと川で作る三角形の土地にアッシュ隊を閉じこめるというものだった。アッシュ隊の注意を引くために破壊された橋の所で囮部隊が陽動行動を行うこととされた。
3月1日、正規兵と民兵を含む約500名の囮部隊が、公然と北に向かって進軍し、焼き落とした橋から3マイル (4.8 km) の地点で宿営した。その夜、主に第71歩兵連隊とジェイムズ・ベアードの軽装歩兵中隊から約900名の経験を積んだ兵士が抜かれた。これには5門の野砲も伴い、またフロリダ・レンジャーズの隊員など経験のある民兵隊も入った。この部隊は北のパリスミル橋まで急行軍した。
翌朝午前10時頃に到着したときは橋が壊されているのを発見し、その装備を渡すために暫定的な橋の建設に取りかかった。敵に発見されるのを怖れて、プレボストはベアードの軽装歩兵と軽装竜騎兵の中隊に3月2日の夜に川を渡らせた。この部隊はその後の行動を発見されることに対する遮蔽となり、アッシュ隊の逃亡路を遮断した。プレボストの全軍は3月3日夜明けまでに川を渡った。戦闘の参加者はアッシュの宿営地から出た偵察部隊がイギリス軍の動きに気付いていたかどうか意見の一致を見ていないが、アッシュは可能性のある敵の動きに対して特に防衛行動を採っていなかった。

## 戦闘
3月3日午後、騎馬の者1人が愛国者軍の宿営地に駆け込んで、イギリス軍の接近を知らせた。愛国者軍が部隊配置に要した正確な時間は不明だが、かなり急速に配置したことは明らかである。かなりの数の兵士が南に偵察で派遣され、また焼け落ちた橋の所に就いていた兵士もいたので、実際に陣形を作ったのは約900名だった。火薬筒箱が不足していたことと、マスケット銃の口径が異なっていたことのために、兵士への弾薬配給は複雑を極めた。愛国者軍がやっと隊形を作り終えたとき、左翼はブライア・クリークで止められていたが、右翼には隊列の端と川の間に大きな隙間が空いていた。左翼はノースカロライナのニューバーン連隊が担当し、中央はジョージア民兵隊とサミュエル・エルバートの大陸軍部隊が組み合わされ、右翼は主にノースカロライナのイーデントン連隊が受け持った。

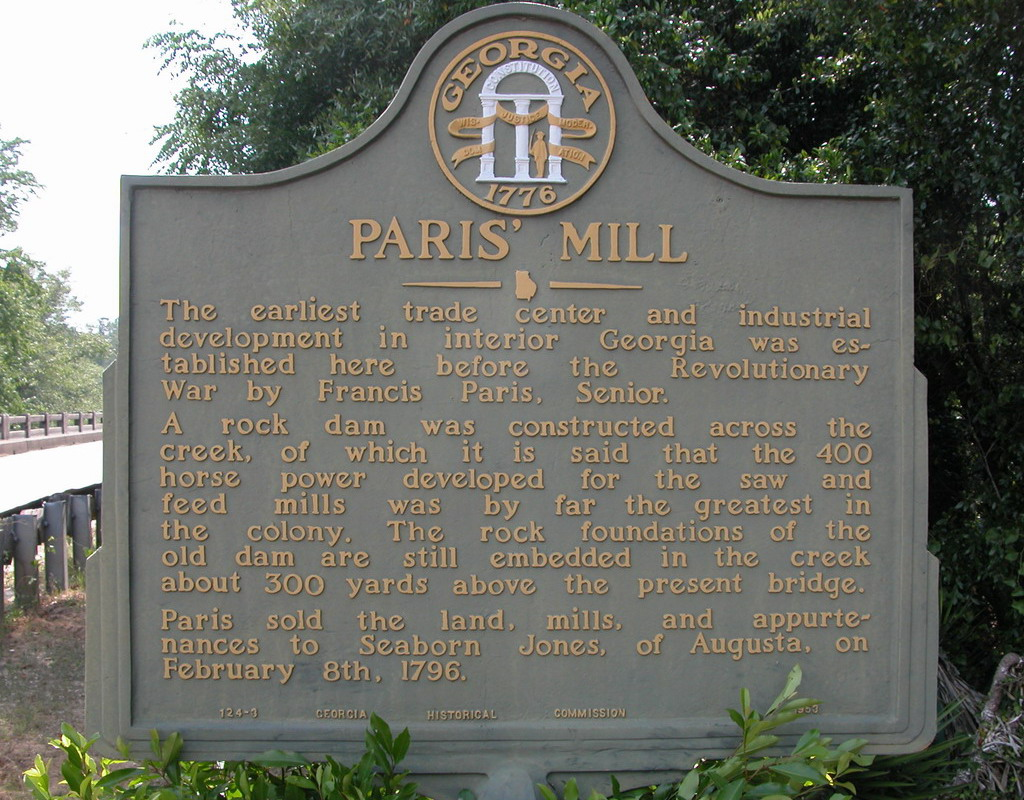
パリスの製粉所があったミルヘイブンに立つジョージア州歴史銘板、ブライア・クリークの戦いの最初の小戦闘が起こった。この場所はフランシス・パリスによってミルタウンと名付けられたが、パリスミルで知られている

プレボスト隊は3列縦隊で前進した。ベアードの軽装歩兵部隊が左翼、第71歩兵連隊の第1大隊が中央、カロライナ植民地の部隊とレンジャーズが右翼に配置された。プレボストは軽装竜騎兵隊と擲弾兵隊を予備部隊にした。両軍が長射程で開戦し、エルバートの部隊が射程を詰めるために前進した。その後に2つのことが起こってアメリカ側の戦線に隙間が生じた。エルバート隊はニューバーン連隊からの射撃を避ける意味もあって前進しながら左に振れた。またイギリス軍騎兵隊が右翼を脅かし、イーデントン連隊を中央から遠ざけた。この穴を見つけたプレボストは兵士に銃剣を付けさせ突撃を命じた。
愛国者軍民兵の大半は銃剣を持っていなかった。イギリス軍が突撃してくるのを見ると、多くの兵士は発砲することも無しに隊形を壊して逃げ出した。エルバートの大陸軍部隊は中央で隊形を維持したが、その周りの民兵は湿地に逃げ込み、その後に取り囲まれたので、エルバートは降伏を余儀なくされた。橋の所に就いていた200名の兵士が戦闘の後半に戦場に到着したが、直ぐに退却を始め、最後は潰走に変わった。

## 戦いの後
イギリス軍の損失は戦死5名、負傷11名だった。アメリカ側の損失は十分に集計されることもなかった。多くの民兵はノースカロライナまでも逃げ帰り、不特定多数は湿地で溺れた。プレボストは戦場でアメリカ兵150名の遺体を確認し、227名を捕虜に取ったと報告した。その大半はエルバートの大陸軍部隊の者だった。
アメリカ軍軽装歩兵を指揮していたアンソニー・ライトルは、捕獲を避けるために兵士を分散させた。アッシュ将軍は民兵中隊の後方で馬に乗っているのを見られており、この惨敗によって酷く非難され、特に退却を率いた中での批判が多かった。アッシュは臆病の罪で軍法会議に掛けられて無罪となったが、その宿営地を確保できなかったことで有罪となった。
ウィリアム・ムールトリーはこの戦争に関する備忘録の中で、ブライア・クリークでの敗北のために戦争を1年間長引かせ、1780年にはイギリス軍によるサウスカロライナ侵攻を可能にしたと記していた。

## 関連図書
- Hollingsworth, Dixon. The History of Screven County, Georgia: Topical Section T14; The Battle of Brier Creek, pages 12-15.  Curtis Media Corporation, 1989.
- Hollingsworth, Clyde D.  Pioneer Days: A History of the Early Years In Screven County  Part II, The Battle of Brier Creek, pages 9-12.  The Partridge Pond Press; Sylvania, Georgia, 1947, 1975, 1979, 1993.